# فرودگاه هلی‌کوپر رنتچلر
 فرودگاه هلی‌کوپر رنتچلر (به انگلیسی: Rentschler Heliport) یک فرودگاه خصوصی است . این فرودگاه در کشور ایالات متحده آمریکا قرار دارد و در ارتفاع ۱۵ متری از سطح دریا واقع شده است.